# Бугри (місто)
Бугри́ (фін. Pukra, рос. Бугры́) — місто в Всеволожському районі Ленінградської області, адміністративний центр Бугровського сільського поселення. Розташоване в центральній частині району, безпосередньо дотикається до північної межі Санкт-Петербурга в районі перетину Санкт-Петербурзької кільцевої автомобільної дороги і проспекту Культури.

## Історія
На карті 1914 року згадується як невелике дачне селище Бугри.
Назва дана по рельєфу місцевості.
При будівництві залізничної лінії Руч'ї — Парголово (нині Окружна лінія ОЗ) станцію неподалік від селища вирішено було назвати Бугри. Проте така назва вже була. З того часу вона іменується Парнас по історичній частині Парнас.
18 червня 2024 року селище Бугри стало містом.

## Населення
| 2002 | 2007  | 2010  | 2017  |
| ---- | ----- | ----- | ----- |
| 4739 | ↘4615 | ↗6154 | ↗9185 |

## Економіка
- Радгосп «Бугри».
- Завод з виробництва модульних щитових і рубаних будинків компанії Scandic Construction.
- У 2006 році в північно-західній частині селища (біля перетину Кільцевої автомобільної дороги та проспекту Енгельса) відкрито торговий комплекс «МЕГА-Парнас» (другий в Ленінградській області).